# Букчанский сельсовет
Букчанский сельсовет (бел. Букчанскі сельсавет) — административная единица на территории Лельчицкого района Гомельской области Республики Беларусь. Административный центр — деревня Букча.

## История
В состав Букчанскага сельсовета до 1993 года входила деревня Синьков (не существует).

## Состав
Букчанский сельсовет включает 2 населённых пункта:
- Букча — деревня
- Корма — деревня

Упразднённые населённые пункты:
- Синьков — деревня